# اختیار خرید

سود حاصل از خرید تماس

سود حاصل از نوشتن تماس

اختیار خرید (به انگلیسی: call option) قراردادی است، بین خریدار و فروشنده، به‌نحوی که خریدار از فروشنده اختیار معامله، حق خرید یا فروش یک دارایی را در یک قیمت معین، خریداری می‌کند. در اینجا نیز همانند تمام قراردادها، هر طرف، امتیازی را به طرف مقابل اعطا می‌کند، خریدار به فروشنده مبلغی تحت عنوان حق شرط پرداخت می‌کند، که در واقع همان قیمت اختیار معامله می‌باشد. فروشنده نیز حق خرید یا فروش دارایی مذکور را، در یک قیمت معین، به خریدار اعطا می‌نماید. اختیاری که برای خرید یک دارایی داده می‌شود را اختیار خرید، و اختیاری که برای فروش یک دارایی داده می‌شود، اختیار فروش گویند. قیمت تعیین شده‌ای که خریدار می‌تواند، دارایی را خریداری نموده، یا بفروشد، قیمت اعمال یا قیمت توافق نامیده می‌شود.
اختیار معامله مدت معینی دارد. حق خرید یا فروش دارایی در یک قیمت معین فقط تا تاریخ انقضایی که قبلاً مشخص شده است، امکان خواهد داشت. پس از اینکه تولیدکننده، برای یکی از مشتریان (سهام‌داران یا یکی از ذینفعان) خود، اختیار خرید یا فروش صادر نمود، این اختیار خرید یا فروش در بورس، مورد معامله قرار می‌گیرد، نرخ خرید یا فروش یک قرارداد اختیار، بر اساس رقابت در بورس، تعیین می‌شود.

## قیمت اختیارها
مقدار خیارها با ارزش ابزار اساسی در طول زمان متفاوت است. قیمت قرارداد تماس باید به عنوان پاسخی برای ارزیابی موارد زیر عمل کند: ارزش ذاتی مورد انتظار خیار، که به عنوان ارزش مورد انتظار تفاوت بین قیمت عملیاتی و ارزش بازار تعریف می‌شود، یعنی حداکثر [S−X، 0].